# Carlos Cámara Jr.
Carlos Cámara Jr. (Mérida, Venezuela, 1 de diciembre de 1956) es un actor venezolano.

## Vida
Es hijo de los actores Carlos Cámara y Elisa Parejo y hermano mayor del actor Víctor Cámara.
Perteneciente a la gran galería de primeros actores de la pantalla televisiva, ha participado en telenovelas como Niña de mi corazón y Cuidado con el ángel, por nombrar solo algunas.
Su carrera artística está muy ligada a la generación de actores de RCTV que marcaron un hito en la historia de la telenovela venezolana a nivel mundial. En 2003 emigró a México, posteriormente obtuvo la nacionalidad mexicana. Trabaja para la televisora Televisa.

## Filmografía

### Telenovelas
- Hijas de la luna (2018) .... Salvador
- Hasta el fin del mundo (2014) .... Octavio Ripoll
- Corazón indomable (2013) .... Eusebio Bermúdez / Nazario Bermúdez
- Niña de mi corazón (2010) .... Dimitri Molotov
- Cuidado con el ángel (2008-2009) .... Detective Cimarro
- Mañana es para siempre (2008-2009) .... Jacobo Roa
- Tormenta en el paraíso (2007-2008) .... Isaac Rossemberg
- Muchachitas como tú (2007) .... José Roberto "Pepe" Olivares
- Peregrina (2005-2006) .... Lic. Joaquín Olivares
- La esposa virgen (2005) .... Arturo Palacios
- Mujer de madera (2004-2005) .... Efraín Gutiérrez Soto
- Amor real (2003) .... Lic. Aureliano Pérez de Tejada
- Carissima (2001) .... Antonio Zurli
- Hay amores que matan (2000) .... Saturno Guzmán
- Mujer secreta (1999) .... Javier Espinoza
- Niña mimada (1998) .... Joaquín Iriarte
- Volver a vivir (1996-1997) .... Miguel Ángel Bernal
- Amores de fin de siglo (1995) .... Régulo Rossi
- El desafío (1995) .... Carlos Eduardo Montiel
- Caribe (1990-1991) .... Roberto Castell
- De mujeres (1990-1991) .... Enrique Velasco
- La pasión de Teresa (1989-1990) .... Arístides Vargas
- Pobre negro (1989) .... Cecilio Céspedes "El Viejo"
- Señora (1988-1989) .... El Kennedy
- Mi amada Beatriz (1987-1988) .... El Griego
- La intrusa (1986-1987) .... Mario Rossi
- Topacio (1984-1985) .... Cirilo
- Azucena (1984) .... Julio
- La salvaje (1984)
- Leonela (1984) .... Otto Mendoza
- Luisana mía (1981) .... Gregory
- Marta y Javier (1981) .... Dr. Díaz

### Series de TV
- Por siempre Joan Sebastian (2016) - Nacho Tappan
- Como dice el dicho (2011-2018) 
  - La justicia no corre, pero alcanza ... Héctor (2018)
  - Nadie se acuesta sin aprender cosa nueva ... (2018)
  - El pobre puede morir, lo que no puede es enfermarse ... (2017)
  - El cobarde es león en su casa y liebre en la plaza ... Felipe (2016)
  - La avaricia y la ambición congelan el corazón ... Efraín (2014)
  - Mientras haya vida, hay esperanza ... Ernesto (2012)
  - El muerto y el arrimado... ... Juan (2011)
  - Vale más ladrón arrepentido que honesto pervertido ... Francisi (2011)
- El encanto del águila (2011) - Enrique C. Creel (Ep. "El principio del fin")
- El equipo (2011) - Ronald Tellez 'Ronny'
- La rosa de Guadalupe (2008-2025) - 7 episodios
  - Perrito Callejero ... Elliot (2025)
  - Nuevecitos, sin estrenar ... Güero (2018)
  - La granja ... Tío Sam (2017)
  - Peligroso amor ... Luis Carlos (2014)
  - Viviendo con el enemigo ... Gualberto (2012)
  - A la ligera ... Labarta (2011)
  - El cielo es azul ... Osiel (2008)

## Premios y nominaciones

### Premios TVyNovelas
| Año  | Categoría              | Telenovela      | Resultado |
| ---- | ---------------------- | --------------- | --------- |
| 2005 | Mejor actor antagónico | Mujer de madera | Nominado  |

### Premios Bravo (México)
| Año  | Categoría   | Programa             | Resultado |
| ---- | ----------- | -------------------- | --------- |
| 2012 | Mejor Actor | La rosa de Guadalupe | Ganador   |